# 입증책임
|                                                       |
| 증거법                                                |
| 영미법 시리즈                                         |
| 증거의 종류                                           |
| 증언 · 물증                                           |
| 전자증거 · 무죄입증 증거                              |
| 과학적 증거 · 물적 증거                               |
| 목격자지목 · DNA증거                                  |
| 거짓말                                                |
| 관련성                                                |
| 입증책임 · 증거기초                                   |
| 공공복리예외 · 오염 · 성격증거                        |
| 습관증거 · 유사사실                                   |
| 진위확인                                              |
| 관리 연속성 · 주지의 사실                             |
| 최량증거원칙 · 자기확증문서 · 오래된 문서             |
| 증인                                                  |
| 증인적격 · 증언거부특권                               |
| 직접신문 · 교호신문 · 재직접신문                      |
| 탄핵증거                                              |
| 기록된 기억 · 전문가증언                              |
| 사망자 규정                                           |
| 전문증거와 예외                                       |
| 영국법 · 미국법                                       |
| 자백 · 업무상 기록                                    |
| 흥분 상태의 언급 · 임종시의 진술                      |
| 일방 당사자의 자인 · 오래된 문서                      |
| 이익에 반하는 진술 · 현장성 감각 인상 · 부대상황 사실 |
| 권위학술서 · 비언어적 행동                            |
| 미국법의 다른 영역                                    |
| 계약법 · 불법행위법                                   |
| 재산법 과 미국의 유언신탁법                           |
| 형법 · 증거법                                         |

입증책임(立證責任, burden of proof) 혹은 거증책임이라고 하며 법원이 판결을 내리는 판단을 하는 데 있어서 어느 한쪽의 당사자에게 불리하게 가정하여 판단하지 않을 수 없는데 이러한 가정으로 인해 당사자의 한쪽이 입게 되는 위험 또는 불이익을 말한다.

## 영미법
영미법상 입증책임은 증거제출책임(burden of producing evidence)과 설득책임(Burden of Persuasion)으로 구성된다. 증거제출책임은 유리한 사실을 주장하기 위하여 필요한 증거를 제출해야 할 의무를 말한다. 설득책임은 증거가 제출되었음을 전제로 하여 배심원단으로 구성되는 법원을 설득함으로써 자신에게 유리한 심증이 형성되도록 노력할 책임을 말한다.

### 증명의 정도
영미법은 문제되는 사실을 증명함에 있어서 증명책임을 지는 자에게 요구되는 증명의 정도(standard of proof)의 차이를 두고 있다. 가장 강력한 것으로는 합리적 의심의 여지가 없는 증명(beyond a reasonable doubt)(90%이상)이며 이것은 현재 미국의 모든 형사재판에서 채택하고 있다. 이에 반하여 약한 증명으로는 증거우위(51%면 승리)의 증명(preponderance of evidence)이 있으며 이것은 현재 미국의 모든 민사재판에서 채택하고 있다. 그리고 양자의 증간에 위치하는 것으로 명백하고 확실한 증명(clear and convincing evidence)이 있다.

## 본증과 반증
원고는 민사소송에서 주장을 하는데, 이 주장에 대해서 피고는 부인을 할 수 있다. 주장은 본증을 해서 법관이 확신을 갖도록 해야 하며, 부인은 반증으로서 법관의 확신이 흔들리게 하면 된다. 따라서, 원고가 주장하고 피고가 부인하는 경우, 양자의 주장이 모두 일리가 있거나 없어서 진위불명이 된 경우, 입증책임은 원고에게 있기 때문에, 원고가 패소한다.
피고는 부인 말고도 항변을 할 수 있다. 피고의 항변은 본증이므로 법관이 확신을 갖도록 해야 하며, 원고는 이에 대해 부인을 할 수 있다. 부인은 반증으로서 법관의 확신이 흔들리게 하면 된다. 피고가 항변하고 원고가 부인하는 경우, 양자의 주장이 모두 일리가 있거나 없어서 진위불명이 된 경우, 입증책임은 피고에게 있으므로 피고가 패소한다.

## 참고 문헌
- 조상희, 『법학전문대학원 민사소송법 기본강의』. 한국학술정보(주), 2009. ISBN 9788953423077
- 아서 베스트, 미국 증거법 (사례와 해설), 탐구사 2009. ISBN 9788989942207

## 같이 보기
- 입증
- 증명책임